# Opština Kovin
Die Opština Kovin (serbisch-kyrillisch Општина Ковин) ist eine Opština (Großgemeinde) im Okrug Južni Banat der Vojvodina, Serbien. Sie umfasst eine Fläche von 741,108 km2 und hat etwa 33.722 Einwohner. Die Opština besteht aus der Stadt Kovin, sowie den Dörfern Bavanište, Deliblato, Dubovac, Gaj, Malo Bavanište, Mramorak, Pločica, Skorenovac und Šumarak. Verwaltungssitz ist Kovin. Ein Teil des Naturreservats Deliblatska peščara ist östliches Gemeindegebiet der Opština.
| Gemeinde       | Fläche (km2) |
| -------------- | ------------ |
| Bavanište      | 89,851       |
| Deliblato      | 130,157      |
| Dubovac        | 107,348      |
| Gaj            | 54,987       |
| Kovin          | 98,67        |
| Malo Bavanište | 35,11        |
| Mramorak       | 111,844      |
| Pločica        | 82,175       |
| Skorenovac     | 19,461       |
| Šumarak        | 11,505       |

## Geschichte
Das heutige Verwaltungsgebiet gehörte von 1552 bis 1718 zum osmanischen Eyâlet Tımışvâr, danach zum District Pantschowa des Temescher Banats und seit 1765 zum Regimentsbezirk des Temeschwarer Ansiedlungs-Corps (Deutsch-Banater Grenzinfanterieregiment Nr. 12) im Banater Militärgrenzgebiet. Nach Auflösung der Banater Militärgrenze wurde das Verwaltungsgebiet im Jahre 1872 zum ungarischen Stuhlbezirk Kubin (Kevevárai járás) des Komitats Temes. Zum Stuhlbezirk Kubin gehörten die gleichnamige Stadt, sechs Dörfer der heutigen Großgemeinde, das Dorf Ostrovo und das bis 1887 bestehende Dorf Gyorgyevo. Im Jahre 1887 wurde auf Gemeindegebiet von Pločica die Gemeinde Skorenovac gegründet. Šumarak gehörte damals noch zur Gemeinde Dubovac und Malo Bavanište wurde erst im Jahre 1947 auf einer an der Donau gelegenen Enklave der Gemeinde Bavanište gegründet. Von 1918 bis 1921 gehörten die Gemeinden Bavanište, Deliblato, Dubovac, Gaj, Kovin, Mramorak, Ostrovo, Pločica und Skorenovac zum Srez Kovin in der Torontalsko-tamiška županija der Pokrajina Banat, Bačka und Baranja, danach bis 1929 zum selben Srez im Verwaltungsbezirk Donau (Podunavska oblast) des Königreichs der Serben, Kroaten und Slowenen. Im Jahre 1929 wurde der Landkreis verkleinert, die Gemeinde Ostrovo kam zum Srez Požarevac. Von 1929 bis 1941 gehörte der nun aus acht Gemeinden bestehende Landkreis (Kovin) zur Dunavska banovina des Königreichs Jugoslawien, von 1941 bis 1945 zum Kreis gleichen Namens im besetzten Serbien und von 1946 bis 1960 gehörten die genannten Gemeinden als Srez zur Föderativen Volksrepublik Jugoslawien. Nach einer Reform der territorialen Verwaltungsgliederung in den Jahren 1957 bis 1959 wurden die acht Gemeinden mit zwei neu geschaffenen Gemeinden zur Großgemeinde Kovin zusammengelegt. Malo Bavanište und Šumarak wurden erstmals bei der Volkszählung 1961 als eigenständige Gemeinden angegeben.

## Demografie
| Jahr | Gesamt | Bavanište | Deliblato | Dubovac | Gaj   | Kovin  | Malo Bavanište | Mramorak | Pločica | Skorenovac | Šumarak |
| ---- | ------ | --------- | --------- | ------- | ----- | ------ | -------------- | -------- | ------- | ---------- | ------- |
| 1961 | 39.994 | 6.133     | 4.262     | 1.677   | 3.532 | 11.986 | 422            | 5.113    | 2.371   | 4.306      | 192     |
| 2011 | 33.722 | 5.820     | 2.939     | 1.188   | 2.929 | 13.515 | 332            | 2.690    | 1.794   | 2.354      | 161     |

| Jahr | Gesamt | Serben | Ungarn | Roma  | Walachen (Rumänen) | Mazedonier | Sonstige |
| ---- | ------ | ------ | ------ | ----- | ------------------ | ---------- | -------- |
| 2011 | 33.722 | 25.150 | 3.001  | 1.516 | 1.260              | 128        | 2.667    |

In der Rubrik Sonstige sind 19 Albaner, 3 Bosniaken, 121 Bulgaren, 2 Bunjewatzen, 47 Deutsche (Serbiendeutsche), 3 Goranen, 84 Jugoslawen, 65 Kroaten, 92 Montenegriner, 69 Muslime, 23 Russen, 14 Slowaken, 33 Slowenen, 6 Ukrainer 2 Ruthenen, 160 andere und 1.924 Menschen ohne ethnische Angabe zusammengefasst.
| Jahr | Gesamt | Serbisch | Ungarisch | Rumänisch (Walachisch) | Romani | Mazedonisch | Kroatisch | Bulgarisch (Banater Bulgarisch) | Sonstige |
| ---- | ------ | -------- | --------- | ---------------------- | ------ | ----------- | --------- | ------------------------------- | -------- |
| 2011 | 33.722 | 28.415   | 2.544     | 795                    | 700    | 49          | 36        | 32                              | 1.151    |

In der Rubrik Sonstige sind 89 Menschen, die als Muttersprache Albanisch (19), Bosnisch (5), Deutsch (15), Montenegrinisch (9), Russisch (16), Ruthenisch (1), Slowakisch (13), Slowenisch (11) angaben, 72 Menschen anderer Sprachen (Ukrainisch, Goranisch, Tschechisch, Türkisch, Chinesisch u. a.)  und 990, die sich als zweisprachig oder mehrsprachig bezeichneten bzw. keine Angabe machten, zusammengefasst. Bei der Zählung wurde nach jener Sprache gefragt, die man seit der frühesten Kindheit erlernt hatte und spricht bzw. die man selbst als Muttersprache bezeichnet, falls mehrere Sprachen im Haushalt gesprochen werden.
Nach dem Ersten Weltkrieg gaben bei der Volkszählung 1921 in den Gemeinden der heutigen Opština insgesamt 6.927 Menschen als Muttersprache Deutsch an.
| Jahr | Gesamt | Orthodoxe | Katholiken | Protestanten | Andere Christen | Muslime | Sonstige |
| ---- | ------ | --------- | ---------- | ------------ | --------------- | ------- | -------- |
| 2011 | 33.722 | 27.844    | 3311       | 115          | 19              | 98      | 2.335    |

In der Rubrik Andere Christen sind Orientalische Christen, Zeugen Jehovas u. a. zusammengefasst. In der letzten Rubrik Sonstige sind 18 Gläubige fernöstlicher und anderer Religionen (Buddhisten, Hinduisten u. a), 6 Agnostiker, 209 Atheisten und 2.102 Menschen ohne Angabe eines Religionsbekenntnisses zusammengefasst.